# Les Marionnettes de l'ombre
Les Marionnettes de l'ombre (titre original : Shadow Puppets) est un roman de science-fiction publié en 2002 par Orson Scott Card (États-Unis).
Ce roman est le troisième tome de La Saga des ombres et fait suite à L'Ombre de l'Hégémon. 